# ميشائيل ديلغادو
ميشائيل ريتشارد ديلغادو دي أوليفيرا (مواليد 12 مارس 1996) لاعب كرة قدم برازيلي يلعب مركز جناح أيمن وأيسر مع نادي فلامنغو و لعب سابقاً في الهلال السعودي.

## مسيرته الرياضية

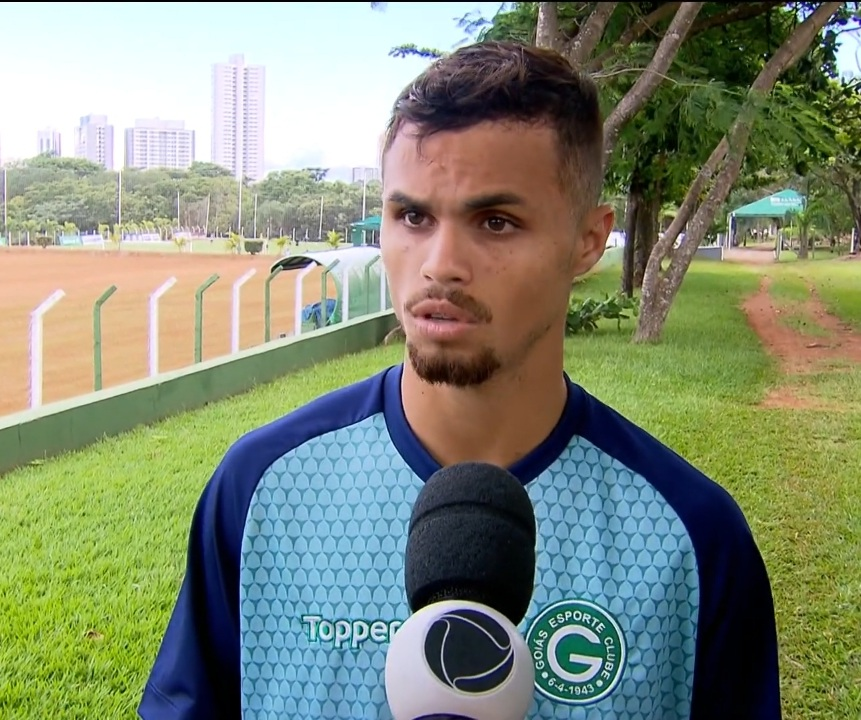
ميشائيل في احد المقابلات

ولد ميشائيل في بوشوريو، ماتو غروسو، وبدأ حياته المهنية مع مسقط رأسه مدرسة غرين دايموند. في عام 2012 انتقل إلى غويانيا، حيث حاول الانخراط في كرة القدم في أتلتيكو غويانيينسي ونادي غوياس ونادي فيلا نوفا ونادي غويانيا إسبورت ولكن لم يكتب لأي منها النجاح.
في عام 2015 بعد أن أمضى فترة من تمثيل فريق الهواة، انضم ميشائيل إلى نادي مونتي كريستو الرياضي في الدرجة الثالثة من بطولة غوياس. ظهر لأول مرة في 29 أغسطس من ذلك العام.
في عام 2016 وقع ميشائيل عقدًا مع نادي غويانيا سبورت؛ حيث شارك في البداية ضمن فريق أقل من 20 عامًا، وتم ترقيته إلى الفريق الأول قبل دوري الدرجة الثانية لهذا العام من بطولة غوياس. سجل أول هدف له ضد إيفانجليكا في 26 ديسمبر 2016 انضم ميشائيل إلى نادي غويانيزيا في دوري الدرجة الأولى،
في 13 أبريل 2017، بعد اختياره أفضل لاعب في بطولة غوياس 2017، تم تقديم ميشائيل نادي غوياس وظهر لأول مرة مع النادي في 13 مايو، حيث شارك كبديل في الشوط الأول عن جان كارلوس في هزيمة 1-0 على أرضه أمام فيجويرينسي في بطولة سيري بي.
أصبح ميشائيل لاعبًا أساسيًا بشكل منتظم خلال موسم 2018، حيث ساهم بسبعة أهداف في 33 مباراة حيث حقق فريقه ترقيًا إلى الدوري البرازيلي الدرجة الأولى. وقد ظهر لأول مرة في دوري الدرجة الأولى في 28 أبريل 2019، سجل هدفه الأول في دوري الدرجة الأولى في 5 مايو 2019، خلال شهري أكتوبر ونوفمبر سجل ستة أهداف في 12 مباراة.
في 10 يناير 2020، أعلن غوياس عن انتقال ميشائيل إلى فلامنجو مقابل 7.5 مليون يورو. وفي 28 يناير 2022 تعاقد نادي الهلال السعودي معه في صفقة قدرت ب 8.4 مليون دولار لمدة ثلاث سنوات . لعب ميشائيل دورا مهما في حسم الهلال للقب دوري المحترفين 2021/2022 وسجل هدفين حاسمين في مرمى الاتحاد قربت الهلال بشكل كبير لتحقيق الدوري. سجل ميشائيل مع الهلال 23 هدفا ولعب 104 مباراة لمدة عامين . وفي 21 اغسطس 2024 انتقل لناديه السابق فلامينغو لاربع سنوات في صفقة انتقال حر

## الانجازات
نادي غوياس
- بطولة جويانو: 2018

نادي فلامينجو
- ريكوبا سودأمريكانا: 2020
- الدوري البرازيلي الدرجة الأولى: 2020
- كأس السوبر البرازيلي: 2020،2021
- كامبوناتو كاريوكا: 2020، 2021

نادي الهلال
- الدوري المحترفين السعودي 2021–22
- الدوري المحترفين السعودي 2023–24
- كأس خادم الحرمين الشريفين 2022–23
- كأس خادم الحرمين الشريفين 2023–24
- كأس السوبر السعودي 2023
- كأس السوبر السعودي 2024

فردي
- أفضل جناح أيمن في البرازيل: 2019
- جائزة الكراك البرازيلية أفضل وافد جديد: 2019
- جائزة الكرة الذهبية البرازيلية أفضل وافد جديد: 2019
- أفضل فريق في الدوري البرازيلي الدرجة الأولى لعام 2021

## روابط خارجية
- ميشال ريتشارد ديلغادو على موقع قاعدة بيانات كرة القدم.إي يو (الإنجليزية)
- ميشال ريتشارد ديلغادو على موقع Soccerway.com (الإنجليزية)